# 川曽努
川曽 努（かわそ つとむ、1981年2月17日 - ）は、大阪府出身のバスケットボール選手である。ポジションはシューティングガード。

## 来歴
大阪市立淀川中学校から大阪府立東住吉工業高等学校を経て同志社大学に進学。
卒業後の2003年、松下電器に入社。
2008年退社。

## 経歴
- 東住吉工業高校 - 同志社大学 - パナソニック（2003年 - 2008年）- 奈良県クラブチームTHREE HORSES（2008年 - ）